# Caroline Cardoso
Caroline de Lazzer Cardoso (ur. 28 października 1980) – brazylijska zapaśniczka. Zajęła dwunaste miejsce na mistrzostwach świata w 2007. Dziewiąta na igrzyskach panamerykańskich w 2007. Zdobyła trzy medale mistrzostw panamerykańskich, srebro w 2005 i 2006. Wicemistrzyni igrzysk Ameryki Południowej w 2006.
Występowała również w zawodach jiu-jitsu, mistrzyni świata z 2006 roku.